# Xerraire de la Xina

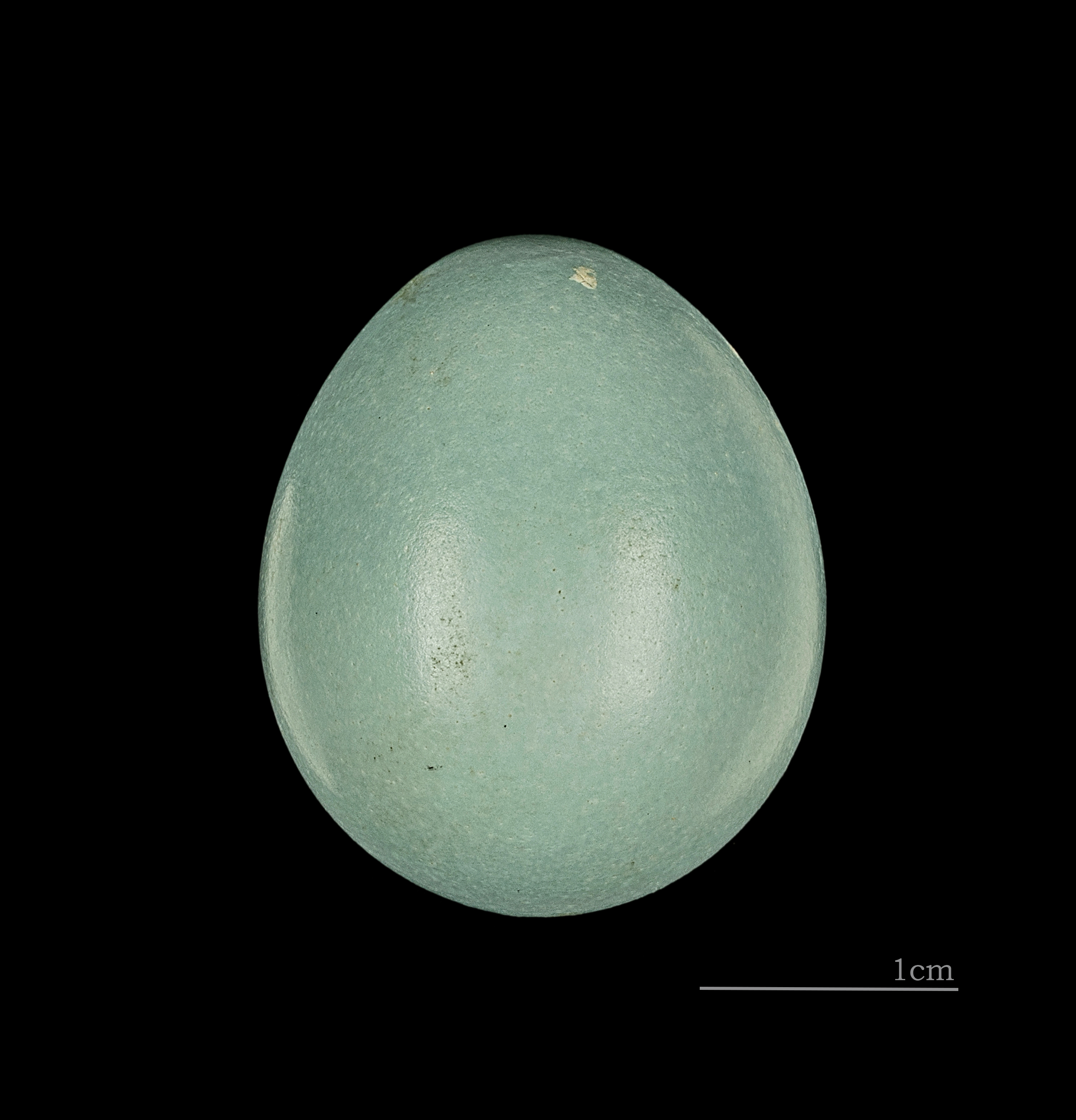
Babax lanceolatus

El xerraire de la Xina (Pterorhinus lanceolatus) és un ocell de la família dels leiotríquids (Leiothrichidae) que habita boscos poc densos del sud-est de l'Índia, sud-est del Tibet, Myanmar i centre i sud-est de la Xina.